# De Gavre

Geslachtswapen (1816)

De Gavre is een geslacht van oude Vlaamse adel waarvan leden sinds 1816 tot de Nederlandse adel van het koninkrijk behoorden en dat in 1832 uitstierf. De naam verwijst naar de heren van Gavere, ten zuiden van Gent.

## Geschiedenis
De stamreeks begint met Raas van Gavere, ridder (1143) die vanaf 1114 wordt vermeld en in 1127 vermeld wordt als schenker van de graaf van Vlaanderen, en het geslacht behoort daarmee tot de oudste geslachten van het Verenigd Koninkrijk der Nederlanden.
Bij diploma van keizer Rudolf II van 20 juni 1592 werd een directe nazaat, Charles de Gavre (overleden 1610) verheven tot des H.R.Rijksgraaf. Bij besluit van keizer Karel VI van 13 juni 1736 werd een volgende nazaat, Charles de Gavre of Karel Jozef van Gavere (circa 1693-1772) verheven tot prins bij eerstgeboorte.
- Charles Alexandre Rasse de Gavre (Brussel, 15 oktober 1759 - Den Haag 2 augustus 1832), kleinzoon van bovenstaande, werd bij Koninklijk Besluit van 5 maart 1816 benoemd in de Ridderschap van de provincie Henegouwen met de titel van prins, overdraagbaar bij eerstgeboorte, de titel van markies voor de oudste zoon en de titel van graaf overdraagbaar op de overige afstammelingen. Hij trouwde in Wenen in 1797 met gravin Maria Thecla von Egger (1765-1817). Met deze in de Nederlandse adel opgenomen telg stierf het geslacht in 1832 uit.
  - Markies François-Rasse de Gavre (Wenen, 10 november 1800 - Brussel 5 december 1826), kamerheer van koning Willem I, bleef ongehuwd en stierf nog voor zijn vader.